# Далимаунт Парк
«Далимаунт Парк» (англ. Dalymount Park) — футбольный стадион в Дублине, Республика Ирландия. Является домашней ареной футбольного клуба «Богемианс», который проводит на нём матчи с начала XX века.
Известный среди футбольных фанатов под именем Dalyer, этот стадион более пятидесяти раз принимал финальные матчи Кубка Ирландии, также на стадионе неоднократно проводились отборочные матчи Чемпионатов мира и Европы с участием сборной Ирландии.

## Описание
«Даллимаунт Парк» был построен на месте бывших полей и огородов, выкупленных футбольным клубом «Богемианс», в 1901 году. Первый матч на нём состоялся 7 сентября 1901 года, в нём «Богемианс» принимал дублинский «Шелбурн», на матче присутствовало около 5000 человек. Первый мяч забил игрок хозяев Гарольд Слоан, «Богемианс» тогда победил со счётом 5:2.
В 1999 году стадион был перестроен. На месте старой главной трибуны возведена новая, известная как «Джоди» (англ. Jodi Stand), вмещающая 3720 человек. С 2011 года она закрыта из-за проблем с безопасностью для зрителей. Вместимость старой трибуны, «Shed End», теперь носящей имя «The Des Kelly Carpets Stand», была увеличена до 1485 человек. Терраса «Tramway End» на противоположной стороне стадиона была продана и впоследствии закрыта. Текущая вместимость действующих трибун Далимаунт-Парка составляет 3193 человека. Во время матчей в среднем собирается около 2000 болельщиков. Выделенного места для приезжих фанатов нет, их расположение выбирается в зависимости от ожидаемой численности. Фанаты Богемианс как правило собираются у западной стороны главной трибуны.
Несколько раз на стадионе проходили музыкальные концерты, однако в 2003 году запланированный концерт Destiny's Child был перенесён в другое место, так как инспекция признала стадион неподходящим для подобных мероприятий.